# Zasada przyjemności
Zasada przyjemności – w psychoanalizie, siła psychiczna, która motywuje ludzi do natychmiastowego zaspokajania instynktownych, libidalnych potrzeb (takich jak seks, głód czy pragnienie). Zasadą przyjemności kieruje się głównie nieświadoma część osobowości – id, które dominuje w dzieciństwie. Później, gdy wykształca się ego, dziecko w coraz większym stopniu ma kierować się zasadą rzeczywistości.
Sigmund Freud zapożyczył tę koncepcję od niemieckiego filozofa, lekarza, psychologa i mistyka Gustava Theodora Fechnera, który wprowadził termin  i zauważył, że motywy działań mogą być nieświadome.